# Чемпионат СССР по боксу 1972
38-й чемпионат СССР по боксу проходил 13-18 июня 1972 года в Москве (РСФСР).

## Медалисты
| Весовая категория                   | Золото                                        | Серебро                                         | Бронза                                                                                             |
| ----------------------------------- | --------------------------------------------- | ----------------------------------------------- | -------------------------------------------------------------------------------------------------- |
| Первый наилегчайший вес (до 48 кг)  | Владимир Иванов «Динамо» (Волгоград)          | Изольд Муллаев Вооружённые силы (Ташкент)       | Сурен Дурян «Динамо» (Ереван) Жандос Кукумов «Буревестник» (Алма-Ата)                              |
| Второй наилегчайший вес (до 51 кг)  | Борис Зориктуев «Буревестник» (Чита)          | Александр Путинцев «Локомотив» (Минск)          | Владимир Шаталин Вооружённые силы (Ленинград) Бабан Надыров «Труд» (Москва)                        |
| Легчайший вес (до 54 кг)            | Анатолий Левищев «Спартак» (Севастополь)      | Александр Авдеев Вооружённые силы (Москва)      | Марат Джаксыбаев «Буревестник» (Чимкент) Юрий Колычев «Жальгирис» (Каунас)                         |
| Полулёгкий вес (до 57 кг)           | Борис Кузнецов «Трудовые резервы» (Астрахань) | Валериан Соколов «Динамо» (Чебоксары)           | Олег Южаков «Локомотив» (Запорожье) Адомас Балтримавичус «Жальгирис» (Каунас)                      |
| Лёгкий вес (до 60 кг)               | Геннадий Доброхотов «Спартак» (Москва)        | Владимир Харченко «Авангард» (Жданов)           | Николай Хромов «Трудовые резервы» (Москва) Павел Григорьев «Буревестник» (Москва)                  |
| Первый полусредний вес (до 63,5 кг) | Анатолий Камнев «Локомотив» (Москва)          | Анатолий Торопов «Трудовые резервы» (Алма-Ата)  | Сурен Казарян «Трудовые резервы» (Ереван) Олег Лифанов Вооружённые силы (Киев)                     |
| Второй полусредний вес (до 67 кг)   | Анатолий Березюк «Буревестник» (Минск)        | Юрий Мокрецов «Спартак» (Пермь)                 | Анатолий Хохлов «Труд» (Москва) Владимир Юдин «Буревестник» (Фергана)                              |
| Первый средний вес (до 71 кг)       | Валерий Трегубов Вооружённые силы (Волгоград) | Борис Опук «Динамо» (Ленинград)                 | Ромуальдас Мисюнас «Жальгирис» (Каунас) Виктор Курышко Вооружённые силы (Ташкент)                  |
| Второй средний вес (до 75 кг)       | Руфат Рискиев «Динамо» (Ташкент)              | Владимир Тарасенков «Труд» (Москва)             | Анатолий Куриков Вооружённые силы (Петрозаводск) В. Соколов «Динамо» (Минск)                       |
| Полутяжелый вес (до 81 кг)          | Николай Анфимов «Спартак» (Самарканд)         | Олег Коротаев «Буревестник» (Москва)            | Юрий Читалкин «Локомотив» (Даугавпилс) Виктор Егоров «Динамо» (Ленинград)                          |
| Тяжёлый вес (свыше 81 кг)           | Витаутас Бингялис «Трудовые резервы» (Каунас) | Владимир Чернышёв «Трудовые резервы» (Оренбург) | Гаджудин Гаджиев Вооружённые силы (Львов) Александр Васюшкин Вооружённые силы (Московская область) |